# Eyprepocprifas insularis
Eyprepocprifas insularis är en insektsart som beskrevs av Donskoff 1983. Eyprepocprifas insularis ingår i släktet Eyprepocprifas och familjen gräshoppor. Inga underarter finns listade i Catalogue of Life.